# Krngeria clavispina
Krngeria clavispina är en insektsart som beskrevs av Schmidt 1911. Krngeria clavispina ingår i släktet Krngeria och familjen Tropiduchidae. Inga underarter finns listade i Catalogue of Life.